# میس (خواننده)
میس (انگلیسی: Mase؛ زادهٔ ۲۷ اوت ۱۹۷۵) خواننده، ترانه‌سرا و بازیگر اهل ایالات متحده آمریکا است.